# Moro (Ribadesella)
Moro (oficialmente en asturiano Moru) es una parroquia del concejo de Ribadesella, en el Principado de Asturias (España). Alberga una población de  habitantes (INE 2006) en 186 viviendas. Ocupa una extensión de 9,39 km². Está situada a 8 km de la capital del concejo. Se celebra la festividad de El Carmen, y su templo parroquial está dedicado a San Salvador.

## Barrios
- El Carmen (El Carme en asturiano)
- Fresno (Fresnu)
- La Granda
- Sardedo (Sardéu)
- Soto (Sotu)
- Tezangos
- Tresmonte
- Nocedo (Nocéu)

## Referencies
1. ↑  «Expediente con los topónimos oficiales de Ribadesella». BOPA. Gobierno del Principado de Asturias.

- Datos: Q6913061